# Jeunesse nationaliste de Catalogne
La Jeunesse nationaliste de Catalogne (en catalan : Joventut Nacionalista de Catalunya, JNC) est le mouvement de jeunesse d'Ensemble pour la Catalogne, fondé en 1980 en tant que groupe de jeunes de Convergence démocratique de Catalogne (CDC).
Alvaro Clapés-Saganyoles Baena en est le secrétaire général depuis mars 2021. C'est une organisation membre à part entière de la LYMEC et de la Fédération internationale de la jeunesse libérale.